# La Petite-Hollande
Pour les articles homonymes, voir Petite Hollande.
La Petite-Hollande est le quartier sud de Montbéliard, comptant environ 9 000 habitants en 2015.

## Description
Le quartier est situé le long du canal du Rhône au Rhin. La Petite-Hollande est un quartier ancien autrefois séparé du centre-ville par un pont-levis (à la hollandaise) sur le canal, du type de celui de Courcelles-les-Montbéliard. Les constructions mélangent des immeubles HLM,  pavillons et maisons.

## Histoire
Pour répondre à l'accroissement de la main-d'œuvre des usines Peugeot et donc à la demande croissante de logements et au retour des Pieds-Noirs d'Algérie, la zone à urbaniser en priorité (ZUP) est créée par arrêté du  24 mai 1963. Les premiers bâtiments voient le jour en 1965 dans les champs dominant la Petite-Hollande. C'est à cette époque que le pont historique est remplacé par l'actuel « escargot », facilitant les échanges entre le centre et le nouveau quartier. Cette zone donne tout de même du fil à retordre aux forces de l’ordre.

## Architecture
L'architecture de ce nouveau quartier est dominée par de grands ensembles immobiliers qui abritent encore aujourd'hui un tiers de la population de Montbéliard. À cette époque, la croissance démographique extrapolée prévoyait près de 400 000 personnes sur le Pays de Montbéliard à l'horizon 1990.
Développé à partir des années 1990, le sud du quartier dit des Portes du Jura abrite le site universitaire de Montbéliard, la technopole Numerica, le laboratoire de recherche FEMTO-ST , et l'IFSI.
En 2015, une grande partie de la Petite-Hollande devient un quartier prioritaire, réunissant 7 069 habitants en 2018.